# Бехідже Боран
Бехідже Боран (тур. Behice Boran; 1 травня 1910, Бурса, Османська імперія — 10 жовтня 1987, Брюссель, Бельгія) — турецька політична діячка і соціологиня, марксистка. Була першою жінкою-соціологом і першою жінкою-лідером партії в турецькій історії. Критичний голос лівих, Боран, що неодноразово зазнавала гонінь і тюремних ув'язнень, померла у вигнанні після військового перевороту 1980 року.

## Життєпис
Боран народилася в Бурсі в родині казанських татар, що іммігрували в Османську імперію в 1890-х роках. Закінчивши Американський жіночий коледж у Стамбулі (Туреччина) 1931 року, вона вступила вивчати соціологію до Мічиганського університету в США, де здобула докторський ступінь 1939 року і захопилась марксизмом. Повернувшись на батьківщину, працювала доцентом відділення соціології на факультеті мови, історії і географії Університету Анкари.
Вона також вступила до підпільної Комуністичної партії Туреччини (TKP) і почала співпрацювати в лівих періодичних виданнях «Юрт ве дюнья» (Yurt ve Dünya — Батьківщина і світ) і «Адимлар» (Adımlar), за що вже 1948 року була звільнена з університету як прихильниця лівих поглядів. Відійшла від діяльності компартії після ліквідації її структур внаслідок репресій 1951 року.
1950 року заснувала й очолила Турецьке товариство прихильників миру, яке виступало проти залучення урядом Аднана Мендереса Туреччини до Корейської війни. За це була заарештована, позбавлена волі на 15 місяців. 1962 року вступила до нової лівосоціалістичної Робітничої партії Туреччини (РПТ). Представляючи її, була 1965 року обрана депутатом турецького парламенту від Урфи.
Коли було знято керівника РПТ Мехмета Алі Айбара, який в дусі «нових лівих» критикував введення радянських військ до Чехословаччини 1968 року і радянську модель, на чолі партії 1970 року його змінила Боран. Після державного перевороту 12 березня 1971 року і заборони політичних партій керівництво РПТ заарештували, Боран засудили до 15 років позбавлення волі. Вийшовши на свободу за амністією 1974 року, вона вже 1975 року відтворила РПТ.
Після військового перевороту 12 вересня 1980 року, коли знову заборонили діяльність партій, Боран кілька місяців провела під домашнім арештом, а 1981 року вирушила у вигнання в Європу. Позбавлена громадянства Туреччини, вона була політичною біженкою в Софії, Брюсселі та Дюссельдорфі. 1987 року, за кілька днів до своєї кончини, оголосила про об'єднання Робітничої і Комуністичної партії Туреччини.
Померла Бехідже Боран від хвороби серця в Брюсселі у віці 77 років. Її тіло було доставлено в Стамбул, а її похорон на кладовищі Зінджірлікуйському цвинтарі, в якому взяли участь депутати меджлісу та інші офіційні особи, перетворився на масову маніфестацію, першу публічну демонстрацію лівих сил після перевороту 1980 року.
Боран залишила значний науковий і публіцистичний доробок, а також переклади Платона, Джона Стейнбека, Говарда Фаста і Харлі Гранвілл-Баркера. Відстоювала універсальність теорії та практики соціалізму, незалежно від контексту.